# Persepam Madura Utama
Il Persepam Madura Utamat, noto anche come P-MU e precedentemente come Persepam Madura United, è una società calcistica indonesiana con sede nella città di Pamekasan. Milita nella Divisi Utama Liga Indonesia, la massima divisione del campionato indonesiano. La squadra gioca le partite casalinghe allo Stadion Gelora Bangkalan.